# Rudolf Prikryl

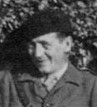
Rudolf Prikryl (1937)

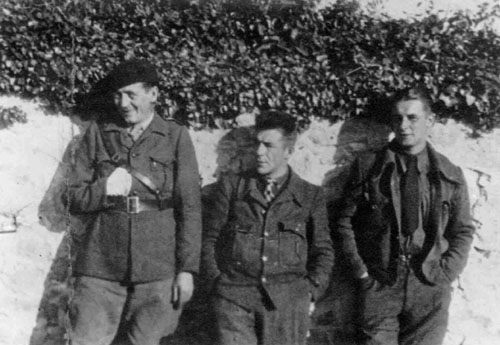
Von links nach rechts: Die Wiener Spanienkämpfer Rudolf Prikryl, Karl Bauer (Jg. 1911), Ferdinand Hackl reisten aus Österreich nach Spanien. Sie kämpften ab 1937 auf Seiten der Spanischen Republik (Aufnahme: Benissa, Dezember 1937).

Rudolf Prikryl (* 21. März 1896 in Wien; † 13. Juni 1965 ebenda) war vom 13. bis zum 16. April 1945 provisorischer Bürgermeister von Wien. Die Wiener Geschichte kennt ihn als den sogenannten Drei-Tage-Bürgermeister.

## Leben
Prikryl wuchs in Wien-Alsergrund auf und lernte nach mehreren abgebrochenen Lehren den Beruf des Installateurs. Im Ersten Weltkrieg diente er als Soldat und heiratete zum ersten Mal, ließ sich jedoch bald wieder scheiden. In den 1920er Jahren eröffnete er ein Installateurgeschäft in Wien und trat dem Republikanischen Schutzbund bei. 1929 heiratete er zum zweiten Mal.
Bei den Februarkämpfen 1934 wurde er an der Hand verletzt. Während des Austrofaschismus war er im Untergrund bei den Revolutionären Sozialisten aktiv, wurde aber im Juni 1935 verhaftet, und wegen illegalen Verteilens der Arbeiter-Zeitung und der Herstellung revolutionärer Flugblätter im Anhaltelager Wöllersdorf interniert. Im August unterschrieb er eine Loyalitätserklärung und wurde bei strenger Kontrolle durch den Polizeiapparat freigelassen.
Verschuldet stand die Verpfändung seiner Gewerbelizenz bevor, als Prikryl Anfang 1937 nach Spanien reiste, wo er gemeinsam mit anderen Österreichern in der XI. Internationale Brigade gegen die Franquisten kämpfte. 1938 ließ er sich mit seiner Frau in Paris nieder. Dort wurde er nach Beginn des Zweiten Weltkriegs von den Franzosen inhaftiert und kurz vor dem deutschen Einmarsch wieder freigelassen und anschließend von der Gestapo für 16 Monate inhaftiert. Ab Oktober 1943 lebte er mit seiner Frau wieder in Wien.
Als 1945 in Wien der Zweite Weltkrieg zu Ende ging, wurde er angeblich zufällig von einem sowjetischen Offizier, der mit ihm in Spanien gekämpft hatte, wiedererkannt und kurzerhand zum Bürgermeister von Wien ernannt. Diese Version der Geschehnisse wurde aber erst im Nachhinein von Prikryl selbst in Umlauf gebracht, es gibt dafür keine unabhängigen Zeugen. Die genauen Gründe, weshalb und auf welche Weise Prikryl zu diesem Amt gelangte, sind bis heute nicht bekannt. Er hatte im April 1945 zum ersten Mal Kontakt mit der Widerstandsgruppe O5, deren Hauptquartier im Palais Auersperg ab dem 7. April zunehmend der Treffpunkt der zivilen Widerstandskämpfer wurde. Für die russischen Besatzer war die O5 unmittelbar nach Kriegsende Hauptansprechpartner, und so kamen am 11. April mehrere russische Offiziere ins Palais Auersperg und hielten dort eine Versammlung mit den Anwesenden ab. Dabei soll Prikryl nach eigenen Aussagen zum provisorischen Bürgermeister ernannt worden sein. Er nahm noch am selben Tag seine Arbeit in Räumen des Palais auf, seine Ziehtochter Elisabeth Albinger brachte eine Schreibmaschine und unterstützte ihn als Sekretärin. Am 13. April übersiedelte er in das Wiener Rathaus. Er ließ den Sozialdemokraten Anton Weber zu sich kommen, dem gegenüber er sich als Vizebürgermeister vorstellte, und bat ihn, dem Wunsch der Roten Armee entsprechend sofort das Amt des Bürgermeisters zu übernehmen. Weber weigerte sich aber, weil er dies zuerst mit seiner Partei besprechen wollte.
Prikryl hatte keinerlei politische Befugnisse, sondern lediglich bürokratische Aufgaben zu übernehmen. Vor allem war er damit beschäftigt, Genehmigungen verschiedener Art auszustellen. Bereits am 17. April wurde er von Theodor Körner als Bürgermeister abgelöst. Er dürfte sich zu jener Zeit als Vertreter der Kommunisten ausgegeben haben, laut KPÖ war er allerdings nie Parteimitglied.
Prikryl, inzwischen wieder geschieden, heiratete noch weitere drei Male und baute einen Installateurbetrieb auf, der jedoch zugrunde ging.
Er starb verarmt und wurde in einem ehrenhalber gewidmeten Grab (Abteilung E16, Nummer 332) der Stadt Wien im Urnenhain der Feuerhalle Simmering beigesetzt.